# Paweł Kula
Paweł Kula (ur. 1976 w Szczecinie) – polski artysta, fotograf. Ukończył studia na Akademii Sztuk Pięknych w Poznaniu (obecnie Uniwersytet Artystyczny) w 2004 roku. Wykładowca Akademii Sztuki w Szczecinie.
Paweł Kula dokumentuje rzeczywistość przy użyciu prymitywnych i nietypowych narzędzi oraz aparatów własnej konstrukcji. Wraz ze Sławomirem Decykiem i Diego Lopez Calvinem jest współtwórcą metody solarigrafii. Interesują go błędy procesów fotograficznych, obrazy znalezione i nie dające się utrwalić oraz techniki bez kamerowe. Wykorzystuje często naturalną światłoczułość: powidoki, zjawisko fosforescencji. Używa nietypowych materiałów światłoczułych: roślin, luminoforów, własnej skóry. Tworzy nietypowe, niekiedy prymitywne urządzenia do rejestracji i projekcji obrazu. 
Jego prace znajdują się w kolekcji „Zachęty Sztuki Współczesnej” oraz w Muzeum Narodowym w Szczecinie. 
Teksty i fotografie Pawła Kuli były publikowane m.in. w pismach: "Fotografia", "Fotozeszyty", "Format" oraz publikacjach: "Świadomość kadru - szkice z estetyki fotografii" i "Odwzajemnione spojrzenie. 

## Ważniejsze cykle prac
- Znalezione w archiwum, 1998-2010
- Solaris/Solarigrafia, 2000-2002
- Notatki z natury, 2000...
- Obrazy człowieka, 1998...

## Wybrane wystawy indywidualne
- 2006 - Przesilenie / epicentrum / spotkanie, Muzeum Sztuki Współczesnej, Szczecin
- 2008 - Wszyscy jesteśmy światłoczuli, Galeria Ventzi, Szczecin
- 2011 - Fotobus, Centrum Kultury i Sztuki, Konin
- 2012 - S+: solargraphy and other images, Lume Gallery, Helsinki
- 2013 - Light/Dark - remake performance Abramovic i Ulaya (wspólnie z Marią Stafyniak), Galeria Scena, Koszalin
- 2013 - Time in a Can, Fundación Diario, Madryt
- 2014 - To, co możemy zobaczyć, możemy zobaczyć, Galeria Scena, Koszalin
- 2014 - Łańcuch wydarzeń, Muzeum Sztuki Współczesnej, Szczecin

## Udział w wybranych wystawach zbiorowych
- 2000 - Trzeci wymiar, Galeria FF, Łódź
- 2002 - Peryferia, Galeria Miejska Arsenał, Poznań
- 2002 - f9, Galeria PWW, Zielona Góra
- 2004 - Fotofestiwal, Łódź
- 2005 - Biennale Fotografii, Galeria Stary Browar, Poznań
- 2006 - Mare Articum, Muzeum Sztuki Współczesnej, Szczecin
- 2010 - Ruchomy pamiętnik, Galeria interdyscyplinarna MCK, Słupsk
- 2010 - Powolność zdarzeń, Muzeum Okręgowe, Bydgoszcz
- 2010 - Najprawdziwsze historie miłosne. Alegorie miłości we współczesnej sztuce polskiej, Muzeum Sztuki Współczesnej, Szczecin
- 2011 - Tożsamość Fotografii, Galeria Kobro, Łódź
- 2013 - Musrara Art Mix Festival, Jerozolima
- 2013 - Stan Rzeczy przy okazji 8. Biennale Fotografii, CK Zamek, Poznań
- 2014 - Pole potencjalne, Galeria Siłownia, Poznań
- 2014 - Wracając do źródeł – wystawa prac absolwentów fotografii UAP, Galeria Miejska Arsenał, Poznań
- 2014 - Medialny stan wyjątkowy 3. Powrót do szkoły, Muzeum Narodowe w Szczecinie, Szczecin
- 2015 - Wyborny trup fotografii polskiej, Tiff Festival, Awangarda BWA, Wrocław
- 2015 - Przejścia Graniczne, Galeria Biała, Lublin
- 2015 - Proximity, Bangkok Art & Culture Centre, Bangkok
- 2015 - Myślę o sobie, kiedy myślę o sobie, Galeria Scena, Koszalin